# Fredonia (Arizona)
Fredonia es un pueblo ubicado en el condado de Coconino en el estado estadounidense de Arizona. En el Censo de 2010 tenía una población de 1314 habitantes y una densidad poblacional de 69,27 personas por km².

## Geografía
Fredonia se encuentra ubicado en las coordenadas 36°57′0″N 112°31′21″O / 36.95000, -112.52250. Según la Oficina del Censo de los Estados Unidos, Fredonia tiene una superficie total de 18.97 km², de la cual 18.97 km² corresponden a tierra firme y (0%) 0 km² es agua. Se encuentra en una de las zonas más remotas del estado, la llamada Franja de Arizona.

## Demografía
Según el censo de 2010, había 1.314 personas residiendo en Fredonia. La densidad de población era de 69,27 hab./km². De los 1.314 habitantes, Fredonia estaba compuesto por el 89.12% blancos, el 0.15% eran afroamericanos, el 7.69% eran amerindios, el 0.3% eran asiáticos, el 0.08% eran isleños del Pacífico, el 0.91% eran de otras razas y el 1.75% pertenecían a dos o más razas. Del total de la población el 3.65% eran hispanos o latinos de cualquier raza.